# Funil de vendas

Diagrama (em inglês) do funil de vendas. De cima par a baixo: percepção, opinião, consideração, preferência e compra.

O funil de vendas é um modelo estratégico separado por estágios, estruturando de forma visual toda a jornada de compra de um cliente em potencial.
A classificação do funil de vendas é a seguinte:
- Aprendizagem/descoberta
- Reconhecimento do problema
- Decisão
- Ação.

Cada etapa ilustra um momento na jornada de compra: descoberta, interesse, decisão e ação. Ou seja, para cada um deles é preciso ter uma comunicação diferente com o possível comprador. Assim, você oferece a informação certa, na hora certa para o potencial cliente, aumentando sua relevância e - consequentemente - suas chances de vender mais.
Além de criar um relacionamento mais estreito de confiança com o seu possível comprador, criando uma conexão que pode torná-lo um embaixador da sua marca.
Resumidamente, o funil de vendas envolve as seguintes fases:
- Prospectar o cliente - Escolher o público alvo através de ferramentas para geração de leads
- Apresentar o produto - Seja por ligação ou através de e-mail
- Quebrar as objeções - Tirar todas as dúvidas que impedem o cliente de tomar a decisão de compra
- Fechar o negócio - Realizar a venda para todos os clientes que chegaram até a etapa final.

Esse modelo tem se mostrado muito eficiente, pois gera uma aproximação grande entre o cliente e vendedor
Isso possibilita um relacionamento que permite a aplicação de um processo de venda chamado upsell, onde o vendedor assim que realiza a venda faz a oferta de um novo produto por ter conhecimento do cliente, devido ao relacionamento proporcionado pelo funil de vendas.

## Etapas do Funil de Vendas

#### Descoberta
A primeira etapa do funil de vendas é a descoberta (awareness), onde se busca atrair clientes e gerar leads. 
Por isso, nesse primeiro estágio do funil de vendas, o objetivo da equipe comercial é justamente conscientizar os potenciais clientes de que eles possuem um problema (que esteja relacionado com a sua solução).
Você não necessariamente precisa do marketing digital para conseguir o contato dos possíveis compradores. A prospecção ativa pode começar desde o início, tranquilamente.
Basta se basear no seu público-alvo, perfil de cliente ideal e/ou persona para descobrir os perfis das pessoas que compram seu produto/serviço. Então, fazer a compra de lista com contatos de pessoas dentro desse perfil e ligar para elas ou enviar e-mails para apresentar sua solução.
É comum que, nessa apresentação do produto, alguns vendedores ou pré-vendedores cometam muitos erros na abordagem, seja nos e-mails ou nas ligações.
No caso dos e-mails, não se deve confundir jamais com o e-mail marketing, que é uma abordagem específica para pessoas que informaram seus endereços de e-mails para receber mensagens, permitindo esse contato.
Os e-mails em que você apresenta seu produto a alguém que ainda não teve interação com sua empresa e não informou seus dados se chama cold mail. Ou seja, você precisa ter uma comunicação totalmente diferente com ela. Deve seguir esta estrutura:
1. Apresentar-se;
2. Informar por que você acredita que seu produto/serviço pode ajudá-la;
3. Solicitar um contato.

Já ao ligar para esse potencial cliente, é preciso ter todo um cuidado para se preparar para essa ligação, levando algo realmente relevante para ele.   
Uma ótima ferramenta para te ajudar nesse momento é o CRM. Com ele, você pode organizar todas as informações do cliente e ainda automatizar processos.

#### Reconhecimento do problema
Nessa etapa do funil de vendas, seu potencial cliente já descobriu que tem um problema e quer resolvê-lo.
Nesse momento, você passa a nutrir esse prospect (possível comprador), mostrando a ele como ele pode solucionar esse problema.
Essa nutrição pode ser feita através de e-mails, enviando material rico como whitepapers, podcasts, e-books e webinários.
Você também pode usar as redes sociais e até o Whatsapp para fornecer esse conteúdo rico, que irá educar seu prospect.
Lembre-se de estabelecer um cronograma para fazer essas interações com o possível comprador. Além de considerar o volume certo de mensagens que você irá enviar para ele.
Para não se perder, novamente é indicado o uso de uma boa plataforma de CRM. Você pode configurá-la para te avisar sobre as datas de interação com o cliente para te ajudar a não perder nenhum contato.

#### Consideração da solução
Agora o possível comprador já sabe que tem um problema e descobriu que existe uma solução prática para ele. 
Então, o que você precisa demonstrar agora é o quanto a sua solução é a mais indicada para esse problema. Ou seja, apresentar cases de sucesso e depoimentos para o potencial cliente, validando a eficiência do seu produto/serviço.
Outra boa ideia é demonstrar ao cliente as diferentes formas como a sua solução pode ajudá-lo e trazer dados como o retorno sobre o investimento que seu produto/serviço trará.

#### Ação
O cliente já decidiu fechar negócio com a sua empresa. Agora, você deve apresentar a sua proposta - muito bem estruturada e, de preferência, com uma plataforma que automatize esse envio, tornando o processo mais prático e simples.

## Tipos de Funil de vendas

#### Funil de aquisição em Y
Nesse modelo de funil de vendas, tanto a prospecção ativa como a passiva trabalham em conjunto para potencializar suas vendas.
Nele, temos de um lado a prospecção ativa, onde os estágios se dividem entre prospectar, conectar, qualificar, maturar e vender. Já do outro está a prospecção passiva, onde as etapas se classificam entre converter e relacionar.
É a forma mais completa e indicada de estruturar seu processo comercial, unindo duas excelentes estratégias.

#### Funil AIDA
A ideia de associar o modelo de funil com o conceito AIDA foi proposto pela primeira vez em Bond Salesmanship por William W. Townsend em 1924.
Neste modelo de funil de vendas, cada estágio ilustra um momento e uma comunicação com o potencial cliente. Para isso, divide-se em 4 estágios: reconhecimento, interesse, decisão e ação.
Para usá-lo, você vai precisar se basear na metodologia AIDA, primeiramente captando a atenção do possível comprador. Em seguida, alimentando e aumentando seu interesse. O que levará o cliente a avançar para uma decisão em relação ao seu problema e, por fim, à ação (comprar de você).

#### Modelo circular de aquisição
Este modelo não considera um caminho linear até a compra, se limitando a entender que toda a compra passar por determinados estágios até ser concretizada.
São eles:
- Alvo: onde são identificados os decisores que influenciam na aquisição do seu produto/serviço
- Pesquisa: onde o comprador faz várias buscas procurando solucionar sua dor
- Consideração e avaliação: onde o comprador está pesquisando sobre as marcas que atendem melhor à sua necessidade
- Proposta formal: quando o cliente recebe sua proposta comercial formalmente para conhecer melhor as funcionalidades do seu produto/serviço e decidir se vai ou não fechar negócio
- Compra: onde o contrato é assinado
- Recompra: onde o cliente pode adquirir mais dos seus produtos/serviços.

## O funil de vendas gera ações
Acompanhar as porcentagens de conversões de visitantes para leads, para oportunidades e para clientes é importante para entender as etapas da venda. Mas somente isso não traz ações realmente disruptivas e inovadoras. Você precisa olhar para seu produto e principalmente ouvir seus clientes para gerar as ações de melhoria mais efetivas, principalmente depois da compra (e não somente antes dela). Após alguns meses de uso seu cliente poderá gerar ideias mais próximas do que ele realmente necessita, e, além disso, a percepção dele sobre sua empresa muda ao longo do tempo, por isso é importante continuar seu acompanhamento mesmo após a venda, garantindo sua satisfação.